# Цой, Владимир Пенчерович
Владимир Пенчерович Цой (17 июня 1938, Казалинск, Кзыл-Ординская область, Казахская ССР, СССР — 7 февраля 2015, Владивосток, Российская Федерация) — советский и российский художник, заслуженный художник Российской Федерации (2010).

## Биография
В 1966 г. окончил Владивостокское художественное училище, в 1977 г. — Дальневосточный институт искусств. Работал художником в народном театре и преподавал рисование в средней школе.
Член Союза художников России с 1980 г. Участник городских, краевых, зональных, республиканских и международных выставок с 1978 г. Работы находятся в Приморской государственной картинной галерее (Владивосток); Читинской государственной картинной галерее; галерее «Арка» (Владивосток); Музее изобразительных искусств «Мирал» (Сеул, Республика Корея); частных коллекциях в России и за рубежом.
В основе творчества художника — уникальная дальневосточная природа, крестьянский труд, обычная окружающая жизнь и его современники. Авторские сюжеты разворачиваются на фоне собственного дома, дачи художника В. Суслова, в столице Республики Корея — Сеуле. Среди работ: Триптих «Ночной Сеул», «Императорский двор», «Дача художника В.Суслова» «Таежный поселок» и др. «День рождения внучки Оли».